# Schistocerca ceratiola
Schistocerca ceratiola is een rechtvleugelig insect uit de familie veldsprinkhanen (Acrididae). De wetenschappelijke naam van deze soort is voor het eerst geldig gepubliceerd in 1928 door Hubbell & Walker.